# Campeonato Mundial de Natación en Piscina Corta de 2008
El IX Campeonato Mundial de Natación en Piscina Corta se celebró en Mánchester (Reino Unido) entre el 9 y el 13 de abril de 2008. Fue organizado por la Federación Internacional de Natación (FINA) y la Federación Británica de Natación. 
Las competiciones se realizaron en una piscina temporal en las instalaciones de la M.E.N. Arena de la ciudad inglesa. 

## Países participantes
Participaron un total de nadadores de 117 federaciones nacionales afiliadas a la FINA.
| África (CANA) | América (ASUA) | Asia (AASF) | Europa (LEN) | Oceanía (OSA)                                                                               |
| --- | --- | --- | --- | ------------------------------------------------------------------------------------------- |
| Argelia (6/-) · Botsuana (1/1) · Burkina Faso (2/-) · República del Congo (1/-) · Costa de Marfil (2/1) · Egipto (8/-) · Kenia (2/2) · Libia (1/1) · Mali (1/1) · Marruecos (3/2) · Mauritania (2/-) · Mauricio (1/) · Mozambique (1/2) · Namibia (1/2) · Nigeria (4/4) · Senegal (1/1) · Sierra Leona (1/-) · Suazilandia (2/-) · Sudáfrica (13/8) · Tanzania (3/3) · Túnez (3/3) · Uganda (1/1) · Zambia (3/3) · Zimbabue (-/2) | Argentina (7/3) · Bahamas (1/-) · Barbados (2/-) · Bolivia (2/1) · Brasil (7/1) · Islas Caimán (1/-) · Canadá (1/2) · Colombia (-/1) · Costa Rica (2/2) · Cuba (1/-) · República Dominicana (3/-) · Ecuador (-/2) · El Salvador (-/2) · Estados Unidos (12/15) · Granada (3/1) · Guatemala (1/1) · Honduras (1/1) · Islas Vírgenes de los Estados Unidos (1/-) · Jamaica (1/-) · México (2/1) · Nicaragua (2/-) · Panamá (2/-) · Paraguay (2/-) · San Vicente y las Granadinas (2/1) · Santa Lucía (2/1) · Trinidad y Tobago (1/-) · Uruguay (2/-) · Venezuela (1/-) | Arabia Saudita (2/-) · China (6/12) · Emiratos Árabes Unidos (2/-) · Filipinas (3/2) · Hong Kong (-/2) · India (1/-) · Indonesia (3/2) · Irán (4/) · Japón (7/7) · Kuwait (5/-) · Kirguistán (2/-) · Líbano (2/-) · Macao (4/5) · Maldivas (2/1) · Mongolia (3/3) · Pakistán (11/3) · Palestina (3/2) · Singapur (1/2) · Siria (1/1) · Sri Lanka (1/1) · Tailandia (-/1) · China Taipéi (5/4) · Turkmenistán (3/-) · Uzbekistán (2/-) | Albania (5/3) · Alemania (5/4) · Armenia (2/) · Austria (4/1) · Azerbaiyán (2/2) · Bélgica (-/2) · Bielorrusia (/4) · Bulgaria (4/1) · Croacia (6/1) · Dinamarca (1/-) · Eslovaquia (3/2) · Eslovenia (5/1) · España (4/4) · Estonia (6/5) · Islas Feroe (2/2) · Finlandia (1/2) · Francia (1/1) · Georgia (2/-) · Gibraltar (3/-) · Grecia (3/1) · Israel (1/1) · Italia (10/1) · Luxemburgo (1/1) · Moldavia (5/1) · Noruega (4/4) · Países Bajos (10/7) · Polonia (5/4) · Portugal (7/3) · Reino Unido (21/14) · Rumania (1/1) · Rusia (16/8) · Serbia (2/4) · Suecia (-/4) · Suiza (1/1) · Turquía (10/4) · Ucrania (5/1) | Australia (11/17) Islas Cook (1/-) Islas Marshall (/1) Micronesia (1/1) Nueva Zelanda (8/5) |

## Resultados

### Masculino
| Evento                    | Oro                                                                                                   | Plata                                                                                          | Bronce                                                                                          |
| ------------------------- | --- | ---------------------------------------------------------------------------------------------- | ----------------------------------------------------------------------------------------------- |
| 50 m libre (11.04)        | Duje Draganja · Croacia · 20,81 (RM)                                                                  | Mark Foster Reino Unido 21,31                                                                  | Gerhard Zandberg Sudáfrica 21,33                                                                |
| 100 m libre (13.04)       | Nathan Adrian Estados Unidos 46,67                                                                    | Filippo Magnini · Italia · 46,70                                                               | Duje Draganja · Croacia · 46,83                                                                 |
| 200 m libre (09.04)       | Kenrick Monk Australia 1:43,46                                                                        | Kirk Palmer Australia 1:43,50                                                                  | Massimiliano Rosolino · Italia · 1:44,23                                                        |
| 400 m libre (11.04)       | Yuri Prilukov · Rusia · 3:37,35                                                                       | Massimiliano Rosolino · Italia · 3:39,60                                                       | Robert Renwick Reino Unido 3:40,22                                                              |
| 1500 m libre (13.04)      | Yuri Prilukov · Rusia · 14:22,98                                                                      | David Davies Reino Unido 14:36,30                                                              | Mateusz Sawrymowicz · Polonia · 14:43,37                                                        |
| 50 m espalda (12.04)      | Peter Marshall Estados Unidos 23,49                                                                   | Liam Tancock Reino Unido 23,53                                                                 | Ashley Delaney Australia 23,57                                                                  |
| 100 m espalda (10.04)     | Liam Tancock Reino Unido 50,14                                                                        | Randall Bal Estados Unidos 50,42                                                               | Stanislav Donets · Rusia · 50,53                                                                |
| 200 m espalda (13.04)     | Markus Rogan · Austria · 1:47,84 (RM)                                                                 | Ryan Lochte Estados Unidos 1:47,91                                                             | Stanislav Donets · Rusia · 1:50,45                                                              |
| 50 m braza (13.04)        | Oleg Lisogor · Ucrania · 26,46                                                                        | Mark Gangloff Estados Unidos 26,54                                                             | Cameron van der Burgh Sudáfrica 26,67                                                           |
| 100 m braza (10.04)       | Ihor Borysyk · Ucrania · 57,74                                                                        | Cameron van der Burgh Sudáfrica 57,92                                                          | Oleg Lisogor · Ucrania · 58,02                                                                  |
| 200 m braza (11.04)       | Kristopher Gilchrist Reino Unido 2:06,18                                                              | Ihor Borysyk · Ucrania · 2:06,21                                                               | William Diering Sudáfrica 2:06,85                                                               |
| 50 m mariposa (12.04)     | Adam Pine Australia 22,78                                                                             | Serhi Breus · Ucrania · 22,86                                                                  | Yevgueni Korotyshkin · Rusia · 22,94                                                            |
| 100 m mariposa (10.04)    | Peter Mankoč Eslovenia 50,04                                                                          | Adam Pine Australia 50,54                                                                      | Nikolai Skvortsov · Rusia · 50,78                                                               |
| 200 m mariposa (13.04)    | Moss Burmester Nueva Zelanda 1:51,05                                                                  | Nikolai Skvortsov · Rusia · 1:51,83                                                            | Paweł Korzeniowski · Polonia · 1:52,25                                                          |
| 100 m estilos (13.04)     | Ryan Lochte Estados Unidos 51,15 (RM)                                                                 | Peter Mankoč Eslovenia 52,21                                                                   | Liam Tancock Reino Unido 52,22                                                                  |
| 200 m estilos (11.04)     | Ryan Lochte Estados Unidos 1:51,56 (RM)                                                               | Liam Tancock Reino Unido 1:53,10                                                               | James Goddard Reino Unido 1:55,15                                                               |
| 400 m estilos (10.04)     | Ryan Lochte Estados Unidos 4:03,21                                                                    | Robert Margalis Estados Unidos 4:03,74                                                         | Dinko Jukić · Austria · 4:06,40                                                                 |
| 4 × 100 m libre (09.04)   | Estados Unidos Ryan Lochte Bryan Lundquist Nathan Adrian Doug Van Wie 3:08,44 (RM)                    | Países Bajos · Robert Lijesen · Bas van Velthoven · Mitja Zastrow · Robin van Aggele · 3:09,18 | Suecia · Petter Stymne · Stefan Nystrand · Lars Frölander · Marcus Piehl · 3:10,04              |
| 4 × 200 m libre (10.04)   | Australia Kirk Palmer Grant Brits Nicholas Sprenger Kenrick Monk 6:55,65                              | Reino Unido Robert Renwick David Carry Andrew Hunter Ross Davenport 6:56,52                    | Italia · Emiliano Brembilla · Massimiliano Rosolino · Nicola Cassio · Filippo Magnini · 6:58,39 |
| 4 × 100 m estilos (13.04) | Rusia · Stanislav Donets · Serguei Gueibel · Yevgueni Korotyshkin · Alexandr Sujorukov · 3:24,29 (RM) | Estados Unidos Randall Bal Mark Gangloff Ryan Lochte Nathan Adrian 3:24,38                     | Nueva Zelanda Daniel Bell Glenn Snyders Corney Swanepoel Cameron Gibson 3:27,15                 |

- RM – Récord mundial

1. ↑  Descalificación por dopaje del medallista de bronce, el griego Ioannis Drymonakos.[1]

### Femenino
- RM – Récord mundial

## Medallero
| Núm. | País           | Oro | Plata | Bronce | Total |
| ---- | -------------- | --- | ----- | ------ | ----- |
| 1    | Estados Unidos | 10  | 6     | 1      | 17    |
| 2    | Australia      | 8   | 9     | 2      | 19    |
| 3    | Países Bajos   | 4   | 4     | 1      | 9     |
| 4    | Zimbabue       | 4   | 0     | 1      | 5     |
| 5    | Reino Unido    | 3   | 10    | 11     | 24    |
| 6    | Rusia          | 3   | 1     | 5      | 9     |
| 7    | Ucrania        | 2   | 3     | 2      | 7     |
| 8    | Croacia        | 2   | 0     | 2      | 4     |
| 9    | Sudáfrica      | 1   | 1     | 4      | 6     |
| 10   | Eslovenia      | 1   | 1     | 0      | 2     |
| 11   | Austria        | 1   | 0     | 1      | 2     |
| 11   | Nueva Zelanda  | 1   | 0     | 1      | 2     |
| 13   | Italia         | 0   | 2     | 2      | 4     |
| 14   | España         | 0   | 1     | 2      | 3     |
| 15   | Finlandia      | 0   | 1     | 1      | 2     |
| 16   | China          | 0   | 1     | 0      | 1     |
| 16   | Rumania        | 0   | 1     | 0      | 1     |
| 18   | Polonia        | 0   | 0     | 2      | 2     |
| 19   | Suecia         | 0   | 0     | 1      | 1     |
|      | TOTAL          | 40  | 41    | 39     | 119   |